# Zavezništvo osmih držav
Zavezništvo osmih držav je bila večnacionalna vojaška koalicija, ki je leta 1900 med boksarsko vstajo vdrla na severno Kitajsko z deklariranim ciljem razbremeniti tuja veleposlaništva v Pekingu, ki so jih oblegale boksarske milice. Boksarji so bili uporniki, odločeni odstraniti tuji imperializem na Kitajskem. Zavezniške sile je sestavljalo približno 45.000 vojakov iz osmih držav: Nemčije, Japonske, Rusije, Velike Britanije, Francije, Združenih držav Amerike, Italije in Avstro-Ogrske. Niti Kitajska niti tuji zavezniki niso objavili uradne vojne napovedi.
Zavezništva ni povezovala nobena pogodba ali uradni sporazum.  Nekateri zahodni zgodovinarji opredeljujejo prvo fazo sovražnosti, ki se je začela avgusta 1900, kot "bolj ali manj državljansko vojno", čeprav je bitka za takujske utrdbe in njihov padec leta 1900  prisilila vlado dinastije Čing, da je podprla boksarje. Kasnejše faze  invazije so se razvile v kaznovalno kolonialno ekspedicijo, ki je več kot eno leto ropala po Pekingu in Severni Kitajski. Boji so se končali leta 1901 s podpisom Boksarskega protokola.

## Zgodovina

### Zgodovinski okvir
Boksarji so bili protiimperialistično gibanje, ki je leta 1899 in 1900 po severni Kitajski napadalo in ubijalo tuje državljane, krščanske misijonarje in kitajske kristjane. Boksarji so leta 1900 začeli oblegati pekinško četrt s tujimi veleposlaništvi, kamor so se razen diplomatov zatekli tudi civilisti, predvsem kitajski kristjani. Del vlade dinastije Čing je boksarje podpiral, drugi del pa jim je nasprotoval. 
Diplomatsko četrt so 55 dni od 20. junija do 14. avgusta 1900 oblegali zaledna divizija Vuvej kitajske vojske in nekateri boksarji (Jihetuan). V diplomatski četrti je bilo skupno 473 tujih civilistov, 409 vojakov iz osmih držav in okoli 3000 kitajskih kristjanov. Kompleks je z osebnim orožjem in enim samim starim topom branilo osebje predstavništev in njihovih varnostnikov pod poveljstvom britanskega ministra za Kitajsko Clauda Maxwella MacDonalda. Top je imel britansko cev, italijansko lafeto, ruske granate in ameriško posadko in zato dobil vzdevek Mednarodni top.
V Pekingu je bila oblegana tudi Bejtang, severna stolnica katoliške cerkve. Branilo jo je 43 francoskih in italijanskih vojakov, 33 tujih katoliških duhovnikov in redovnic ter približno 3200 kitajskih katoličanov. Branilci so utrpeli velike izgube zaradi pomanjkanja hrane in eksplozij kitajskih min v rovih pod položaji branilcev.
Blokado diplomatske četrti so 14. avgusta 1900 prebili zavezniki, ki so prišli iz Tjandžina.

### Vojaške akcije, kazenske ekspedicije in ropanje
Zavezniške čete so vdrle in zasedle Peking 14. avgusta 1900. V več spopadih so porazile korpus Vuvej cesarske vojske in hitro končale tako obleganje kot boksarsko vstajo. Cesarica vdova Ciši, cesar in visoki vladni uradniki so pobegnili iz cesarske palače v Šjan in od tam na mirovne pogovore z zavezništvom poslali Li Hongdžanga. 
Zavezniške enote so se iz Pekinga odpravile na severnokitajsko podeželje, kjer so usmrtile neznano število ljudi, obtoženih ali osumljenih, da so ali so podobni boksarskim upornikom. Korpus mornariške pehote Združenih držav Amerike je zapisal, da je bil priča nemškim in ruskim vojakom, ki so posiljevali in nato z bajoneti ubijali ženske. Zavezniki so med svojim bivanjem v Pekingu izropali palače, rezidence in vladne urade ter povzročili neizmerno izgubo kulturnih predmetov, knjig, vključno z enciklopedijo Jongle Dadian, in kulturne dediščine. Uničeno je bilo Prepovedano mesto, Poletna palača, Šišan in Stara poletna palača.
V templju Songdžu  je bilo ukradenih več kot 3000 pozlačenih bronastih kipov Bude, 1400 umetniških predmetov in 4300 bronastih predmetov. Zavezniški vojaki so s pozlačenih bronastih posod pred palačami Prepovedanega mesta postrgali zlato. Praske na posodah so vidne še danes. Jongle Dadian, enciklopedija, ki jo je med vladavino cesarja Jongleja (1403–1408) iz dinastije Ming  sestavilo 2100 učenjakov in je obsegala 22.870 zvezkov, je bila delno uničena v drugi opijski vojni leta 1860. Njene ostanke so po vojni zbrali v cesarski palači na ulici Nančidzi. Zavezniška vojska jo je leta 1900 našla in popolnoma uničila. Del Jongle Dadiana je bil uporabljen za gradnjo utrdb.
Popolno knjižnico štirih zakladnic (Siku Kvanšu) je med vladavino cesarja Čjanlonga iz dinastije Čing sestavilo 360 učenjakov. V njej je bilo zbranih 3.461 starih knjig s skupaj 79.309 zvezki. Celotno zbirko je sestavljalo sedem sklopov. Eden od njih je bil uničen leta 1860 med drugo opijsko vojno, nadaljnjih 10.000 zvezkov pa je leta 1900 uničilo Zavezništvo osmih držav. Osiromašene ostanke zbirk dragocenih knjig, drugega zgodovinskega gradiva in dragocenih slik hrani Akademija Hanlin. Plenile so vojske vseh držav. Nekaj ukradenih knjig je še vedno v posesti muzejev v Londonu in Parizu.

## Države zaveznice

### Avstro-Ogrska
| Vojska Zavezništva osmih držav Reševanje pekinških diplomatskih predstavništev Vojaki Osmih zavezniških držav leta 1900 (brez Rusije); Od leve proti desni: Britanija, Združene države, Avstralija, Indija, Nemčija, Francija, Avstro-ogrska, Italija, Japonska |             |         |          |
| Država | Vojne ladje | Marinci | Pešci    |
| Japonski imperij | 18          | 540     | 20.300   |
| Ruski imperij | 10          | 750     | 12.400   |
| Združeno kraljestvo | 8           | 2.020   | 10.000   |
| Francija | 5           | 390     | 3.130    |
| Združene države Amerike | 2           | 295     | 3.125    |
| Nemško cesarstvo | 5           | 600     | 300      |
| Nemško cesarstvo | 2           | 80      | 2.500    |
| Kraljevina Italija | 4           | 296     | ni znano |
| Skupaj | 54          | 4.971   | 51.755   |

Avstro-Ogrska je imela na začetku vstaje na vzhodu eno samo križarko SMS Zenta, zasidrano v  Port Arthurju. Mornarji z Zente so bili edini avstro-ogrski vojaki, ki so sodelovale v akcijah. Nekateri so branili oblegana poslaništva, drugi pa so sodelovali pri poskusu reševanja.
Junija je Avstro-Ogrska pomagala obraniti tjandžinsko železniško progo pred boksarskim silam in streljala na več oboroženih džunk na reki Haj blizu Tongdžova v Pekingu. Sodelovala je pri zavzetju utrdb Taku, ki so varovale dostope k Tjandžinu, in zajetju štirih kitajskih rušilcev. 
Avstro-ogrska je zatem na Kitajsko poslala križarke SMS Kaiserin und Königin Maria Theresia, SMS Kaiserin Elisabeth in SMS Aspern in četo marincev. Na Kitajsko so priplule septembra 1901 in bile prepozne, saj se je večina bojev do takrat končala. Omenjene tri križarke in Zenta so sodelovale pri obstreljevanju in zavzetju več kitajskih utrdb. Avstro-Ogrska je med vstajo utrpela minimalne izgube. Po boksarski vstaji so križarke ostale ob kitajski obali, na avstro-ogrskem veleposlaništvu v Pekingu pa je bil nameščen odred marincev. Poročnik Georg Ludwig von Trapp, ki je zaslovel v muzikalu Moje pesmi moje sanje  iz leta 1959, je bil med vstajo odlikovan za hrabrost na ladji SMS Kaiserin und Königin Maria Theresia.

### Britanski imperij
Na začetku boksarske vstaje je bila Velika Britanija vpletena v drugo bursko vojno v Južni Afriki. Posledično so se morali Britanci zanesti samo na kitajsko eskadro svojega ladjevja in vojake, večinoma iz Indije. Kitajska eskadra in vojska sta bili stacionirani v Tjandžinu. Eskadro so sestavljale  bojni ladji  Barfleur in Centurion, križarke Alacrity, Algerine, Aurora, Endymion in Orlando ter rušilca Whiting in Fame.
Britanske kopenske sile so bile tretje največje v zavezništvu, sestavljene iz mornariške brigade, 12. baterije kraljeve poljskega topništva, hongkonškega in singapurskega topništva, 2. bataljona kraljevih valižanskih strelcev, 1. polka bengalske lahke konjenice, 7. rajputskega pehotnega polka, 24. pandžabskega pehotnega polka, 1. sikimskega pehotnega polka, hongkonškega polka, 1. kitajskega polka, kraljevih inženirjev in podpornega osebja.

#### Avstralske kolonije
Avstralske kolonije so postale federacija šele leta 1901, zato je več kolonij neodvisno druga od druge poslalo kontingente mornariškega in vojaškega osebja v podporo britanskemu kontingentu. Južna Avstralija, na primer, je poslala svojo celotno ladjevje: topnjačo HMCS Protector. Avstralija ni bila uradna članica zavezništva osmih držav in njene sile so prispele prepozno, da bi sodelovale v pomembnejših akcijah.

#### Indija
Med britanskimi 10.000 vojaki je bilo mnogo vojakov iz Indije, večinoma Balučev, Sikov, Gurk, Radžputov in Pandžabijev.

### Nemčija
Nemčija je bila na Kitajskem prisotna od incidenta v Džujeju, v katerem sta bila novembra 1897 umorjena dva nemška misijonarja. Nemška pomorska baza za vzhodno eskadro in trgovsko središče je bilo pristanišče Čingdao v zalivu Džjaodžu. Nemško koncesijo v zalivu je upravljala nemška cesarska mornarica. Ob izbruhu boksarske vstaje junija 1900 so posadko koncesije sestavljali III. Seebataillon s 1.126 možmi, baterija mornariškega topništva, okoli 800 mož odreda Kommando in mornarji iz vzhodnoazijske eskadre.
Ob vse večji pretnji boksarjev je bila v Peking in Tjandžin poslana manjša oborožena skupina iz III. Seebatalliona, da bi tam zavarovala nemške interese. Glavnina je ostala zadaj, da bi preprečila napade na Čingdao. Obleganje tujih predstavništev v Pekingu je kmalu prepričalo Nemčijo in druge evropske sile, da je treba na Kitajsko poslati več sil za okrepitev obstoječih zavezniških sil. Prvi enoti, poslani iz Nemčije, sta bila I. in II. Seebatalion mornariškega ekspedicijskega korpusa. 
Kmalu jima je sledil Vzhodnoazijski ekspedicijski korpus (Ostasiatisches Expeditionskorps) s približno 15.000 vojaki, večinoma prostovoljci iz redne vojske pod poveljstvom generala Alfreda grofa von Walderseeja. Korpus je imel sprva štiri, pozneje pa šest dvobataljonskih pehotnih polkov in četo lovcev, nekaj polkov konjenice in poljskega topništva ter različne podporne in logistične enote. Ob prihodu na Kitajsko je pod svoje poveljstvo vključil mornariški ekspedicijski korpus, ki je prišel na Kitajsko nekaj tednov pred njim.
Večina nemških sil je prispela prepozno, da bi lahko sodelovala v kateri koli večji akciji. Prve enote ekspedicijskega korpusa so prispeli  v Taku 21. septembra 1900, ko so bila poslaništva že rešena. Posledično je večina ekspedicijskega korpusa prevzela naloge stalne garnizije. Korpus se je bojeval v številnih manjših spopadih s skupinami preostalih boksarjev in bil nato razpuščen in v začetku leta 1901 odpoklican v Nemčijo.

### Francija
Francija je na Kitajsko poslala tri bataljone marincev iz  Francoske Indokine, ki so se pridružili 1. brigadi pod poveljstvom generala Henri-Nicolasa Freya. Julija 1900 sta iz Toulona odplula 2. in 3. bataljon pehote, ki sta na Kitajsko priplula šele septembra 1900. Oktobra so bili po izgubah in menjavi poveljstev prvi trije bataljoni po ukazu generala Régisa Voyrona vključeni v 16. polk marincev pod poveljstvom francoskega ekspedicijskega korpusa na Kitajskem. 1. januarja 1901 se je 16. polk kolonialnih marincev preimenoval v 16. polk kolonialne pehote. Ob koncu kampanje se je preselil v novo bazo v Tjandžinu  s štabom v nekdanjih stavbah Kitajske admiralitete.

### Italija
Leta 1898 so Italijani v koncesijo zahtevali zaliv San Mun, vendar so Kitajci njihovo zahtevo zavrnili. Italijanska vojna  mornarica je nato v zaliv San Mun poslala eskadro svojih ladij, naprej pa ni ukrepala. Po izbruhu boksarske vstaje poleti 1900 je v Peking poslala mornarje s svojih križark.  Mornarji z vojnih ladij so bili sprva edini Italijanski vojaki na kitajskem ozemlju. Nekateri so Francozom pomagali braniti katoliško stolnico Pej Tang, drugi pa so branili evropska poslaništva v Pekingu med 55-dnevnim obleganjem. Italijanski mornarji so sodelovali tudi pri napadih na utrdbe Taku in pri zavzetju Tjandžina.
Kasneje je bil iz Italije odposlan večji kontingent vojakov, vključno s 83 častniki, 1882 vojaki in 178 konji. Kontingent je vključeval bataljon bersaljerjev, sestavljen iz po ene čete 1., 2., 4., 5., 6., 8., 9. in 11. polka bersaljerjev. Poleg njih so bili na Kitajsko poslani tudi 24. linijski polk, prostovoljci alpinov, baterija mitraljezov in nekaj inženirjev in baterija poljskega topništva italijanske mornarice. Vojska kot celota je imela 1.965 častnikov in vojakov in se uradno imenovala  Italijanska kraljeva vojska na Kitajskem. Ko je avgusta 1900 velika zavezniška vojska prišla v Peking,  so imeli Italijani tam  sedem križark in 2543 mož. Sodelovali so v številnih operacijah ob obali in v notranjosti severne Kitajske.
Večino od približno 2000 italijanskih vojakov in častnikov, ki so se borili v kampanji proti boksarjem, so po koncu spopadov odpoklicali iz Pekinga. Italija je pridobila 151 hektarjev veliko koncesijsko območje v Tjandžinu in pravico do zasedbe trdnjave na Šanhajskem prelazu. Italija je na Kitajskem obdržala majhna mornariško eskadro in mornariško garnizijo, da bi zaščitili tamkajšnje italijanske interese.

### Japonska
Japonska je imela na Kitajskem največji kontingent vojakov: 20.840 vojakov in 18 vojnih ladij. 20.300 vojakov cesarske japonske vojske je bilo iz  5. pehotne divizije pod poveljstvom generalpodpolkovnika Jamagučija Motomija. Preostalih 540 vojakov so bili marinci (rikusentai) japonske cesarske mornarice. 
Na začetku boksarske vstaje so imeli Japonci na severu Kitajske samo 215 vojakov. Skoraj vsi so bili  rikusentai pod poveljstvom stotnika Šimamure Hajaoja. K Seymourjevi ekspediciji so lahko prispevali samo 52 mož.  12. junija so boksarske in kitajske redne vojaške sile ustavile napredovanje Seymourjeve odprave  približno 50 kilometrov od prestolnice. Zavezniki so utrpeli več kot 300 žrtev in se pred številčno premočnimi nasprotniki umaknili proti Tjandžinu.
Generalštab japonske  vojske v Tokiu je bil seznanjen s slabšimi razmerami na Kitajskem in pripravil ambiciozne načrte za nepredvidljive razmere. Japonska vlada se je s Trojno intervencijo, objavljeni 23. aprila 1895, zavezala, da bo na Kitajskem intervenirala samo s soglajem podpisnic, a je tri dni kasneje kljub temu na sever Kitajske poslala 1300 vojakov pod poveljstvom generalmajor Fukušime Jasumasa. Fukušimo so izbrali, ker je govoril angleško in se je lahko sporazumeval z britanskim poveljnikom. Enota je 5. julija  1900 pristala blizu Tjandžina.
17. junija  so se rikusentai pridružili britanskim, ruskim in nemškim mornarjem, da bi zavzeli utrdbe Taku blizu Tjandžina. Britanci so bili zaradi negotovega položaja prisiljeni zaprositi Japonsko za dodatne okrepitve, saj so imeli Japonci edini hitro razpoložljive sile v regiji. Britanija je bila takrat močno vpletena v bursko vojno in imela veliko britanskih vojakov vezanih v Južni Afriki. Napotitev velikega števila vojakov iz njenih garnizij v Indiji bi vzela preveč časa in oslabila tamkajšnjo notranjo varnost.
Ne glede na osebne dvome je zunanji minister Aoki Šuzo izračunal, da so prednosti sodelovanja v zavezniški koaliciji preveč privlačne, da bi jih zavrnili. Z njim se je strinjal tudi premier Jamagata, drugi člani vlade pa so od Britancev zahtevali jamstva v zameno za tveganja in stroške namestitve velikih japonskih enot. 6. Julija 1900  je bila japonska 5. pehotna divizija obveščena o morebitni napotitvi na Kitajsko, vendar časovnica za njeno napotitev ni bila  določena. 8. julija je britanski veleposlanik ponudil japonski vladi milijon funtov v zameno za japonsko udeležbo, saj je nujno potreboval več kopenskih vojakov za prekinitev obleganja tujih predstavništev v Pekingu.
Kmalu zatem je na Kitajsko odplula predhodnica 5. divizije,  s čimer se je japonska moč povečala na 3.800 vojakov od 17.000 vojakov cele  zavezniške vojske. Poveljnik 5. divizije, generalpodpolkovnik Jamaguči Motomi, je bil podrejen poveljstvu v Fukušimi. Japonske čete so bile vključene v napad na Tjandžin 14. julija 1900. Zavezniki so se po napadu utrdili in čakali na preostanek 5. divizije in okrepitve drugih koalicijskih vojsk. Obleganje poslaništev v Pekingu je bilo odpravljeno 14. avgusta 1900. Med vojaki, ki so prebili blokado, je bilo 13.000 japonskih, ki so predstavljali približno 40 % približno 33.000-članske zavezniške ekspedicijske vojske.
Japonske enote so se v bojih dobro izkazale, čeprav je britanski vojaški opazovalec menil, da so jih njihova agresivnost, gosto strnjene formacije in preveč agresivni napadi stali pretirano in nesorazmerno veliko žrtev. Med boji v Tjandžinu, na primer, so Japonci utrpeli več kot polovico zavezniških izgub, 400 od 730, čeprav so predstavljali manj kot eno četrtino (3800) od 17.000 vojakov. Podobno je bilo v Pekingu, kjer so imeli Japonci skoraj dve tretjini celotnih izgub, 280 od 453, čeprav so tvorili malo manj kot polovico jurišne vojske.

### Rusija
Rusija je bila za Japonsko druga največja sila z 12.400 vojaki, predvsem iz garnizij Port Arthurja in Vladivostoka. 30. novembra 1900 je admiral Jevgenij Ivanovič Aleksejev prisilil kitajskega vojaškega guvernerja Šenjanga Dzeng Čija, da podpiše sporazum, ki je dejansko pomenil, da se Kitajska odpoveduje svoji suverenosti nad Mandžurijo v korist Ruskega imperija.

### Združene države Amerike
V Združenih državah Amerike je bilo zatiranje boksarske vstaje  znano kot "odprava za pomoč Kitajski". Združene države so odigrale pomembno vlogo pri zatiranju boksarske vstaje, predvsem zaradi svojih sil, razporejenih na Filipinih po njihovi aneksiji po špansko-ameriški vojni leta 1898. Med obleganci v Pekingu je bilo samo 56 ameriških mornarjev in marincev z USS Oregon in USS Newark. Glavne ameriške enote, napotene za osvoboditev oblegancev, so bili 9. pehotni in 14. pehotni polk, deli 6. konjeniškega polka, 5. topniški polk in bataljon marincev, vsi pod poveljstvom polkovnika Adna Chaffeeja. Med obleganimi Američani sta bila rudarski inženir Herbert Hoover in njegova soproga, geologinja Lou Henry Hoover. Henry Hoover je delal za kitajsko inženirsko in rudarsko podjetje in med oblaganjem pomagal postavljati barikade in organiziral za boj sposobne moške. Gospa Hoover je pomagala vzpostaviti bolnišnico, negovala ranjence, odprla mlekarno in sodelovala v nočnih stražah.